# Fulles d'herba (pel·lícula)
Fulles d'herba (originalment en anglès, Leaves of Grass) és una pel·lícula de comèdia negra estatunidenca del 2009 escrita i dirigida per Tim Blake Nelson. És protagonitzada per Edward Norton com els germans bessons, juntament amb Richard Dreyfuss, el mateix Nelson, Susan Sarandon, Melanie Lynskey i Keri Russell. S'ha doblat al català central, i també al valencià per a À Punt.
Ambientada a l'estat natal de Nelson, Oklahoma, la pel·lícula es va rodar en realitat al nord-oest de Louisiana, que va ser seleccionada pels seus generosos incentius de producció cinematogràfica.
Fulles d'herba es va presentar al Festival Internacional de Cinema de Toronto de 2009, i va tenir una estrena limitada als Estats Units en només sis cinemes el 2 d'abril de 2010. No va impressionar a la taquilla dels Estats Units, on va guanyar uns escassos 70.066 dòlars en la venda d'entrades per un pressupost de producció de 9 milions de dòlars. L'acollida de la crítica va ser lleugerament positiva, però contraposada. La pel·lícula va rebre millor recaptació a escala internacional, i va guanyar 948.687 dòlars.

## Repartiment
- Edward Norton com els bessons idèntics Bill i Brady Kincaid
- Richard Dreyfuss com a Pug Rothbaum
- Susan Sarandon com a Daisy Kincaid
- Keri Russell com a Janet
- Tim Blake Nelson com a Rick Bolger[9]
- Melanie Lynskey com a Colleen
- Steve Earle com a Buddy Fuller
- Lucy DeVito com a Anne
- Lee Wilkof com a Nathan Levy
- Ken Cheeseman com a Jimmy Fuller
- Maggie Siff com a Rabbi Renannah Zimmerman
- Josh Pais com a Ken Feinman
- Ty Burrell com a professor Sorenson
- Pruitt Taylor Vince com a Big Joe Sharpe
- Randal Reeder com a Shaver